# 全宋文
《全宋文》是中國当代所編輯的宋朝文選，全书共360册，8345卷，由四川大學教授曾棗莊、劉琳等人編輯。
1985年夏天始有《全宋文》的编纂計劃，“收文力求不重不漏不误，体例力求谨严”，1988年夏天，《全宋文》第一册正式出版，至1994年陆续出版50册，由於经费原因一度停止出版。1996年3月，巴蜀書社以360万元把《全宋文》的版权转让给誠成集團。2003年，上海辞书出版社接手《全宋文》的出版工作。《全宋文》大量收錄宋朝文人作品，分辞赋、诏令、奏议、公牍、书启、赠序、序跋、论说、杂记、箴铭、颂赞、传状、碑志、哀祭、祈谢等15大类，還包括史乘方志、类书笔记、碑刻法帖、释道二藏等，均应在网罗之列，甚至以“全集”或“別集”形式收入，全書收文17萬餘篇，作者近萬人，其中九成五的作者無文集傳世，大抵是辑佚所得，例如宋庠《元宪集》已佚，清初四库馆臣自《永乐大典》辑出《宋元宪集》四十卷，《全宋文》再輯得宋庠文佚文三十一篇，字數達一億一千多万字，並附“作者小传”，幾乎是《全唐文》980萬的十倍以上。
《全宋文》可以說是一部宋代经济史、文化史、军事史、法制史、科技史、宗教史的百科全書，例如《全宋文》所收奏议是赵汝愚编輯《国朝诸臣奏议》與黄淮、杨士奇编輯《历代名臣奏议》的數倍以上；《全宋文》更從《大正藏》、《正统道藏》中辑出大量文章；《全宋文》所收理學家的文章是《宋元学案》與《补遗》的數倍以上；宋人编有《宋大诏令集》，《全宋文》所收诏令达到4万余篇，是《宋大诏令集》的10倍有餘。
宋朝上接五代之亂世，下啟元朝，有大量文人歷經二朝甚至更多朝代，《全唐文》已收者，《全宋文》則不收，但如有《全唐文》誤收者，《全宋文》考慮收入；《全元文》已收者，《全宋文》亦考慮不收。缪钺提到此書“普查搜採之难，校勘辨订之难，分类编序之难，制订条例之难”，因此還是難免有“取舍不当、张冠李戴”之誤。宋史專家徐規寫有數萬字的校正文。